# Anicet Adjamossi
Anicet Adjamossi (n. Porto Novo, 15 de marzo de 1984) es un jugador de fútbol profesional beninés que juega en la demarcación de defensa para el La Vitréenne FC.

## Carrera
Anicet Adjamossi debutó en 2002 a los 18 años de edad con el FC Girondins de Burdeos. Tras permanecer dos años en el club fue traspasado al Pau FC, que disputaba en aquel entonces el Championnat National. Anicet también pasó por el L'Entente SSG, el FC Istres Ouest Provence y el US Créteil-Lusitanos antes de irse a España para jugar en el Racing Club de Ferrol. Al finalizar la temporada con el club, volvió a su país natal para jugar con el Mogas 90 FC, volviendo el año siguiente a Europa para jugar con el MFK Topvar Topoľčany y fichar finalmente en 2010 por el Locminé. En 2015 el La Vitréenne FC se hizo con sus servicios.

## Selección nacional
Anicet además fue convocado por la selección de fútbol de Benín para jugar la Copa Africana de Naciones 2004, acabando en la última posición en la fase de grupos, por lo que la selección no pudo pasar a cuartos de final.

## Clubes
| Club                     | País       | Año       | Partidos | Goles |
| ------------------------ | ---------- | --------- | -------- | ----- |
| FC Girondins de Burdeos  | Francia    | 2002-2004 | 55       | 2     |
| Pau FC                   | Francia    | 2004-2005 | 28       | 2     |
| L'Entente SSG            | Francia    | 2005-2006 | 30       | 1     |
| FC Istres Ouest Provence | Francia    | 2006-2007 | 15       | 1     |
| US Créteil-Lusitanos     | Francia    | 2007-2008 | 35       | 0     |
| Racing Club de Ferrol    | España     | 2008-2009 | 10       | 0     |
| Mogas 90 FC              | Benín      | 2009-2010 |          |       |
| MFK Topvar Topoľčany     | Eslovaquia | 2010      |          |       |
| Locminé                  | Francia    | 2010-2015 | 87       | 1     |
| La Vitréenne FC          | Francia    | 2015-2017 |          |       |